# Liste der Bodendenkmäler in Markt Nordheim
Auf dieser Seite sind die Bodendenkmäler in dem mittelfränkischen Markt Markt Nordheim zusammengestellt. Diese Tabelle ist eine Teilliste der Liste der Bodendenkmäler in Bayern. Grundlage ist die Bayerische Denkmalliste, die auf Basis des Bayerischen Denkmalschutzgesetzes vom 1. Oktober 1973 erstmals erstellt wurde und seither durch das Bayerische Landesamt für Denkmalpflege geführt wird. Die folgenden Angaben ersetzen nicht die rechtsverbindliche Auskunft der Denkmalschutzbehörde.

## Bodendenkmäler in Markt Nordheim

### Gemarkung Ergersheim
| Lage                  | Objekt                                                           | Akten-Nr.     | Bild |
| --------------------- | ---------------------------------------------------------------- | ------------- | ---- |
| Ergersheim (Standort) | Freilandstation des Mesolithikums und Siedlung des Neolithikums. | D-5-6427-0005 |      |

### Gemarkung Herbolzheim
| Lage                   | Objekt | Akten-Nr.     | Bild |
| ---------------------- | --- | ------------- | ---- |
| Herbolzheim (Standort) | Siedlung des Neolithikums und der späten Hallstattzeit. | D-5-6427-0061 |      |
| Herbolzheim (Standort) | Mittelalterlicher Burgstall. | D-5-6428-0079 |      |
| Herbolzheim (Standort) | Grabhügel vorgeschichtlicher Zeitstellung. | D-5-6428-0080 |      |
| Herbolzheim (Standort) | Mittelalterlicher Burgstall. | D-5-6428-0081 |      |
| Herbolzheim (Standort) | Siedlung vor- und frühgeschichtlicher Zeitstellung. | D-5-6428-0159 |      |
| Herbolzheim (Standort) | Siedlung vorgeschichtlicher Zeitstellung sowie der römischen Kaiserzeit.                                                                                     | D-5-6428-0172 |      |
| Herbolzheim (Standort) | Mittelalterliche und frühneuzeitliche Befunde im Bereich der Evangelisch-Lutherischen Pfarrkirche St. Michael und des befestigten Friedhofes in Herbolzheim. | D-5-6428-0244 |      |

### Gemarkung Markt Nordheim
| Lage                      | Objekt | Akten-Nr.     | Bild |
| ------------------------- | --- | ------------- | ---- |
| Markt Nordheim (Standort) | Grabhügel vorgeschichtlicher Zeitstellung. | D-5-6327-0042 |      |
| Markt Nordheim (Standort) | Siedlung vorgeschichtlicher Zeitstellung und Wüstung des Mittelalters.                                                                                              | D-5-6427-0059 |      |
| Markt Nordheim (Standort) | Mittelalterlicher Burgstall Hohenkottenheim. | D-5-6428-0073 |      |
| Markt Nordheim (Standort) | Mittelalterlicher Burgstall. | D-5-6428-0074 |      |
| Markt Nordheim (Standort) | Mittelalterlicher Burgstall. | D-5-6428-0075 |      |
| Markt Nordheim (Standort) | Mittelalterliche und frühneuzeitliche Befunde im Bereich der Evangelisch-Lutherischen Pfarrkirche St. Georg mit Vorgängerbauten in Markt Nordheim.                  | D-5-6428-0077 |      |
| Markt Nordheim (Standort) | Mittelalterliche und frühneuzeitliche Befunde im Bereich der ehemalige Evangelisch-Lutherischen Pfarrkirche St. Kilian und des ummauerten Friedhofes in Kottenheim. | D-5-6428-0104 |      |
| Markt Nordheim (Standort) | Siedlung vor- und frühgeschichtlicher Zeitstellung. | D-5-6428-0160 |      |
| Markt Nordheim (Standort) | Siedlung der römischen Kaiserzeit. | D-5-6428-0241 |      |
| Markt Nordheim (Standort) | Mittelalterliche und frühneuzeitliche Befunde im Bereich des ehemaligen Schlosses von Seehaus.                                                                      | D-5-6428-0242 |      |

### Gemarkung Seenheim
| Lage                | Objekt                     | Akten-Nr.     | Bild |
| ------------------- | -------------------------- | ------------- | ---- |
| Seenheim (Standort) | Siedlung des Neolithikums. | D-5-6427-0032 |      |

### Gemarkung Ulsenheim
| Lage                 | Objekt | Akten-Nr.     | Bild |
| -------------------- | --- | ------------- | ---- |
| Ulsenheim (Standort) | Siedlung der Linearbandkeramik. | D-5-6427-0063 |      |
| Ulsenheim (Standort) | Siedlung vor- und frühgeschichtlicher Zeitstellung. | D-5-6427-0065 |      |
| Ulsenheim (Standort) | Siedlung vor- und frühgeschichtlicher Zeitstellung. | D-5-6427-0066 |      |
| Ulsenheim (Standort) | Grabhügel vorgeschichtlicher Zeitstellung. | D-5-6427-0068 |      |
| Ulsenheim (Standort) | Mittelalterlicher Burgstall. | D-5-6427-0223 |      |
| Ulsenheim (Standort) | Mittelalterliche und frühneuzeitliche Befunde im Bereich der Evangelisch-Lutherischen Pfarrkirche St. Jakob und des ummauerten Friedhofes in Ulsenheim. | D-5-6427-0247 |      |